# Но Ён Ми
Но Ён Ми (кор. 노영미; род. 17 февраля 1968) — южнокорейская хоккеистка на траве, полевой игрок. Участница летних Олимпийских игр 1992 года, чемпионка Азии 1993 года, двукратная чемпионка летних Азиатских игр 1990 и 1994 годов.

## Биография
Но Ён Ми родилась 17 февраля 1968 года.
В 1990 году в составе женской сборной Южной Кореи по хоккею на траве завоевала золотую медаль летних Азиатских игр в Пекине.
В 1992 году вошла в состав женской сборной Южной Кореи по хоккею на траве на летних Олимпийских играх в Барселоне, занявшей 4-е место. Играла в поле, провела 5 матчей, забила 1 мяч в ворота сборной Великобритании.
В 1993 году выиграла золотую медаль чемпионата Азии в Хиросиме.
В 1994 году завоевала золотую медаль летних Азиатских игр в Хиросиме. Участвовала в чемпионате мира в Дублине, где кореянки заняли 5-е место, забила 1 мяч.